# NGC 877
NGC 877 je galaksija u zviježđu Ovan.

## Vanjske poveznice
- SEDS: NGC 877